# Aerènquima

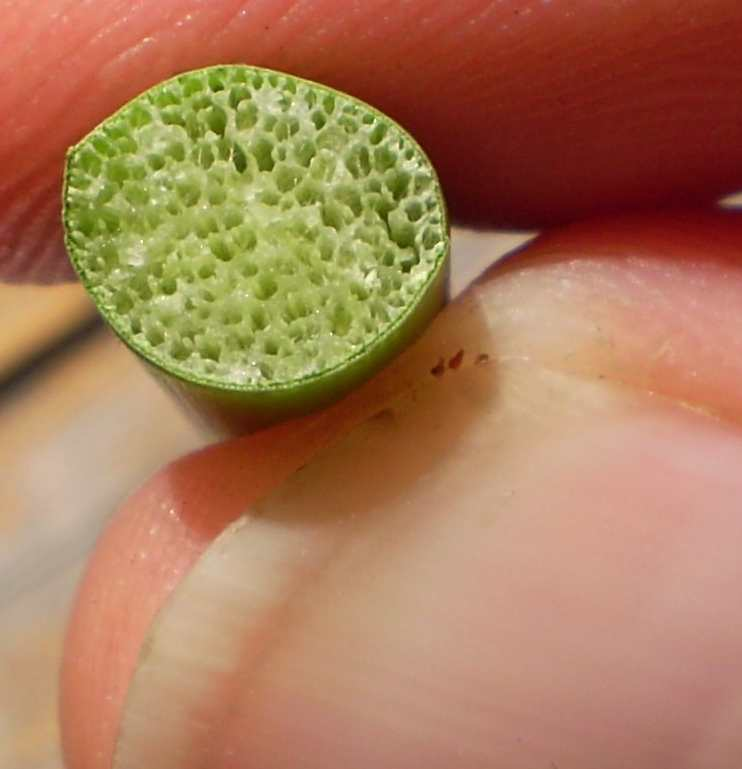
Secció de la tija d'una planta aquàtica.

L'aerènquima és un parènquima que presenta molts i grans espais intercel·lulars, molt comú a les arrels i tiges d'algunes plantes aquàtiques, que permet l'intercanvi de gasos. Les grans cavitats plenes d'aire proporcionen una via de baixa resistència interna per a l'intercanvi de gasos com l'oxigen i l'etilè, entre les parts de la planta sobre l'aigua i els teixits submergits.
L'aerènquima es forma en les arrels propenses a l'anòxia, com passa quan es neguen el sòl i les plantes. Per exemple, Blom (1994) va investigar la resposta adaptativa de les plantes a les inundacions al llarg de les ribes del Rin, que van incloure canvis morfològics en aquests vegetals, com és la formació d'aerènquima.

## Formació de l'aerènquima
En el blat de moro, l'aerènquima es forma a causa de la mort cel·lular altament selectiva i la dissolució de l'escorça de l'arrel que té lloc durant l'anòxia en les arrels. Quan les arrels de les plantes queden submergides o el sòl circumdant s'inunda, es produeix la hipòxia en el moment en què els microorganismes del sòl consumeixen l'oxigen més ràpidament del que es produeix la difusió. La nitrificació s'inhibeix quan baixa el nivell d'oxigen i es formen compostos tòxics quan els bacteris anaeròbics usen nitrats, manganès i sulfats com a receptors d'electrons alternatius. El potencial de reducció de la rizosfera disminueix i els ions metàl·lics com el ferro i el manganès precipiten.
Un baix nivell d'oxigen, en general, fa que els arbres i les plantes produeixin etilè. No obstant això, Visser et al., 1997 va descobrir que l'etilè retarda l'elongació i la formació de les arrels adventícies i primàries. Així, a més de subministrar oxigen als teixits de l'arrel, l'aerènquima també ajuda en la difusió de l'acumulació d'etilè per tal d'evitar dita inhibició de l'elongació (Visser et al. 1997).

## Propietats
Les grans cavitats plenes d'aire proporcionen una via de baixa resistència interna per a l'intercanvi de gasos entre els òrgans de la planta sobre l'aigua i els teixits submergits. Part de l'oxigen que es transporta per l'aerènquima es perd a través dels porus de l'arrel en el sòl circumdant. La petita rizosfera oxigenada que es forma al voltant de les arrels individuals sustenten els microorganismes que impedeixen l'entrada dels components potencialment tòxics del sòl com el sulfur, el ferro i el manganès. Els bacteris nitrificants aporten una font de nitrogen favorable a les arrels.
Durant la sequera, els aerènquimes permeten que les arrels de les plantes creixin més profundament a la recerca d'aigua, fins i tot a través de les capes compactades; es formen arrels gruixudes i resistents. Quan les arrels es marceixen i moren, els buits resultants són camins perquè les noves arrels puguin créixer i allargar-se quan els recursos estan disponibles.
No totes les plantes són capaces de desenvolupar aerènquimes. Les arrels amb aerènquima poden experimentar els següents problemes:
- L'aigua i l'absorció de nutrients pot ser menys eficient perquè els grans espais intercel·lulars disminueixen el teixit disponible per al transport d'aigua i nutrients de la superfície del còrtex fins al xilema radical (Visser et al. 1996, 2000).
- A causa dels grans diàmetres radicals, es redueix la biomassa a raó de superfície, de manera que hi ha menor consum d'aigua i nutrients i menys oportunitats d'explorar totes les microzones a la recerca de nutrients.
- Algunes arrels amb aerènquimes tenen menys capacitat de suportar els sòls compactats. Aquestes arrels que penetren i sobreviuen en sòls compactes i densos amb bon drenatge tenen una densitat major i una capa fortament lignificada de cèl·lules que envolta l'aerènquima i que enforteix l'arrel. Aquesta capa densa lignificada evita la fuga radial d'oxigen de l'aerènquima i pot bloquejar part de l'absorció d'aigua i de nutrients (Colmer et al. 1998; Visser et al. 2000).
- Durant la sequera, les arrels amb aerènquima poden tolerar pitjor l'estrès hídric, ja que l'estructura oberta del còrtex és probablement una via de baixa resistència per al vapor d'aigua, així com per a l'aire, fet que augmenta la predisposició de l'arrel a la pèrdua d'aigua.